# Laßnitzhöhe
s
Laßnitzhöhe è un comune austriaco di 2 691 abitanti nel distretto di Graz-Umgebung, in Stiria; ha lo status di comune mercato (Marktgemeinde).